# Kurt Hamrin
Kurt Roland »Kurre« Hamrin (švedsko: [ˈkɵʈː hamˈriːn]), švedski nogometaš, * 19. november 1934, Stockholm, Švedska, † 4. februar 2024, Firence, Italija.
Hamrin je bil švedski profesionalni nogometaš, ki je igral na položaju krilnega vezista. Kariero je začel pri klubu iz rojstnega mesta AIK, večji del kariere pa je igral v Italiji za več klubov, najdlje za Fiorentino, s katero je osvojil dva naslova italijanskega pokalnega zmagovalca, Pokal pokalnih zmagovalcev in Pokal Mitropa, v devetih sezonah je za klub odigral več kot 350 tekem in dosegel več kot 200 golov v vseh tekmovanjih. Nastopal je tudi za AC Milan, s katerih je osvojil italijansko ligo in Evropski pokal. S 190-imi goli je osmi najboljši strelec v zgodovini italijanske lige.
Uspešen je bil tudi na reprezentančnem nivoju, kjer je bil član švedske reprezentance na domačem Svetovnem prvenstvu 1958 in se z reprezentanco uvrstil v finale, kar je bilo za reprezentanco prvič in tudi do zdaj edinkrat. Večkrat ga uvrščajo na seznam najboljših švedskih nogometašev vseh časov in tudi najboljših Fiorentininih nogometašev v zgodovini.